# Wissant
Wissant (van het Nederlands: Witzand) is een gemeente in het Franse departement Pas-de-Calais (regio Hauts-de-France). De plaats maakt deel uit van het arrondissement Boulogne-sur-Mer. Wissant telde op 1 januari 2022 847 inwoners.
Wissant ligt aan de Opaalkust tussen de rotskapen van Cap Gris-Nez en Cap Blanc-Nez, op precies 5 km van beide. Cap Gris-Nez heeft grijze of donkere rotsen, Cap Blanc-Nez witte. De naam Wissant komt van "wit zand" en tussen die rotsen ligt inderdaad een stukje zand. In de 12e eeuw werd de plaatsnaam als Witsant of Wisand gespeld en werd hier een oude vorm van het Vlaams gesproken; de rotskapen heetten oorspronkelijk Swartenesse of Grisenesse en Blankenesse of Witternesse. In de vroege middeleeuwen was het een belangrijke haven, die zowel in Dante's De goddelijke komedie als in het Chanson de Roland vermeld wordt. Later verzandde de haven en nam Calais de rol over. Twee van de burgers van Calais die zich in 1347 overgaven aan de koning van Engeland Eduard III en die door Rodin vereeuwigd werden kwamen uit Wissant : Jacques en Pierre de Wissant.

Ook in de 21e eeuw is Wissant populair, vooral bij wandelaars, surfers en kitesurfers.

## Geografie
De oppervlakte van Wissant bedroeg op 1 januari 2022 12,79 vierkante kilometer; de bevolkingsdichtheid was toen 66,2 inwoners per km². De omliggende gemeenten zijn: Escalles, Hervelinghen, Audembert en Tardinghen.

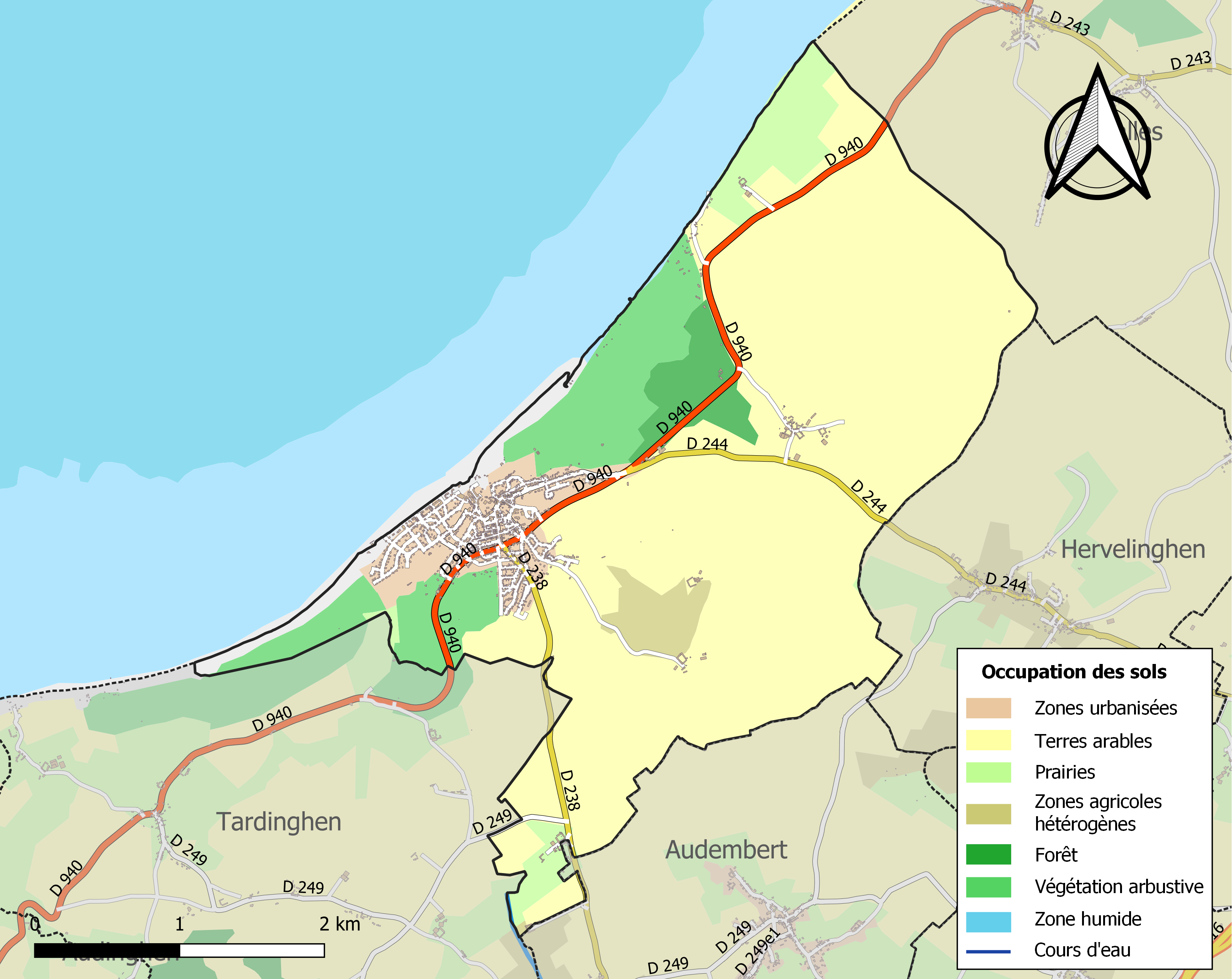
Kaart van de gemeente met belangrijkste infrastructuur, bodemgebruik en omliggende gemeenten

## Geschiedenis
Het gebied is al sinds het neolithicum bewoond. Onder de duinen werd preromeins aardewerk gevonden, en ook resten van huizen en afval uit de Romeinse tijd en uit de middeleeuwen.
Wissant werd voor het eerst vermeld in 933, als Witsand. Ten oosten van de kern bevindt zich het Camp de César, wat feitelijk het restant is van een burcht uit de hoge middeleeuwen.
Wissant was van 1347-1558 in Engelse handen. Het was een vissersdorp, dat sterk concurreerde met het naburige Audreselles.
Einde 19e eeuw begon Wissant zich te ontwikkelen tot badplaats en werden de eerste villa's in de duinen gebouwd.
Tijdens de Eerste Wereldoorlog, op 26 juli 1917, om 04:20 is er een Duitse duikboot U-Boot UC-61 met 25 bemanningsleden gestrand vanwege de dichte mist op het kanaal, volgeladen met mijnen en torpedo's. Sinds 1932 verdween hij onder het zand. Rond de jaarwisseling van 2018-2019 is hij terug boven water gekomen wegens zandverplaatsingen.
Tijdens de Tweede Wereldoorlog werden aan de kust bunkers gebouwd die deel uitmaakten van de Atlantikwall. Eind september 1944 werd Wissant bevrijd door Canadese troepen. De villa's aan de kust waren ondertussen verwoest. Pas ná 1950 werden de restanten van deze verdedigingsgordel geruimd, kon de boulevard worden hersteld en verschenen de eerste herbouwde villa's weer. Zo ontwikkelde Wissant zich weer als badplaats.

## Bezienswaardigheden
- De Sint-Niklaaskerk (Église Saint-Nicolas).
- Villa Typhonium

## Natuur en landschap
Wissant ligt aan het Nauw van Calais, tussen Cap Blanc-Nez en Cap Gris-Nez in. Er zijn lage kliffen en duinen, en er is een breed en langgestrekt zandstrand, wat Wissant tot een badplaats maakt. Aan de kust vindt men golfbrekers. De hoogte bedraagt 0-158 meter.
Tussen de twee kapen in ligt, ter hoogte van Wissant, een baai genaamd Percée de Warcove. Landinwaarts ligt een moerasgebied dat van de zee wordt afgeschermd door een lage duinengordel. Het moeras wordt omzoomd door weilanden die kunnen onderlopen. Het moeras wordt ook gevoed door zoet water dat van de omringende heuvels afkomstig is. Het is een broedgebied en een doorgangsgebied voor trekvogels. In de 20e eeuw werd een deel van de binnenduinen ten westen van Wissant afgegraven voor zandwinning. Het bleek om een fossiele rivierbedding te gaan. Er werd een volledig mammoetskelet gevonden. De ontstane plassen vormen sindsdien een natuurreservaat. 

## Demografie
Onderstaande figuur toont het verloop van het inwonertal (bron: INSEE-tellingen).

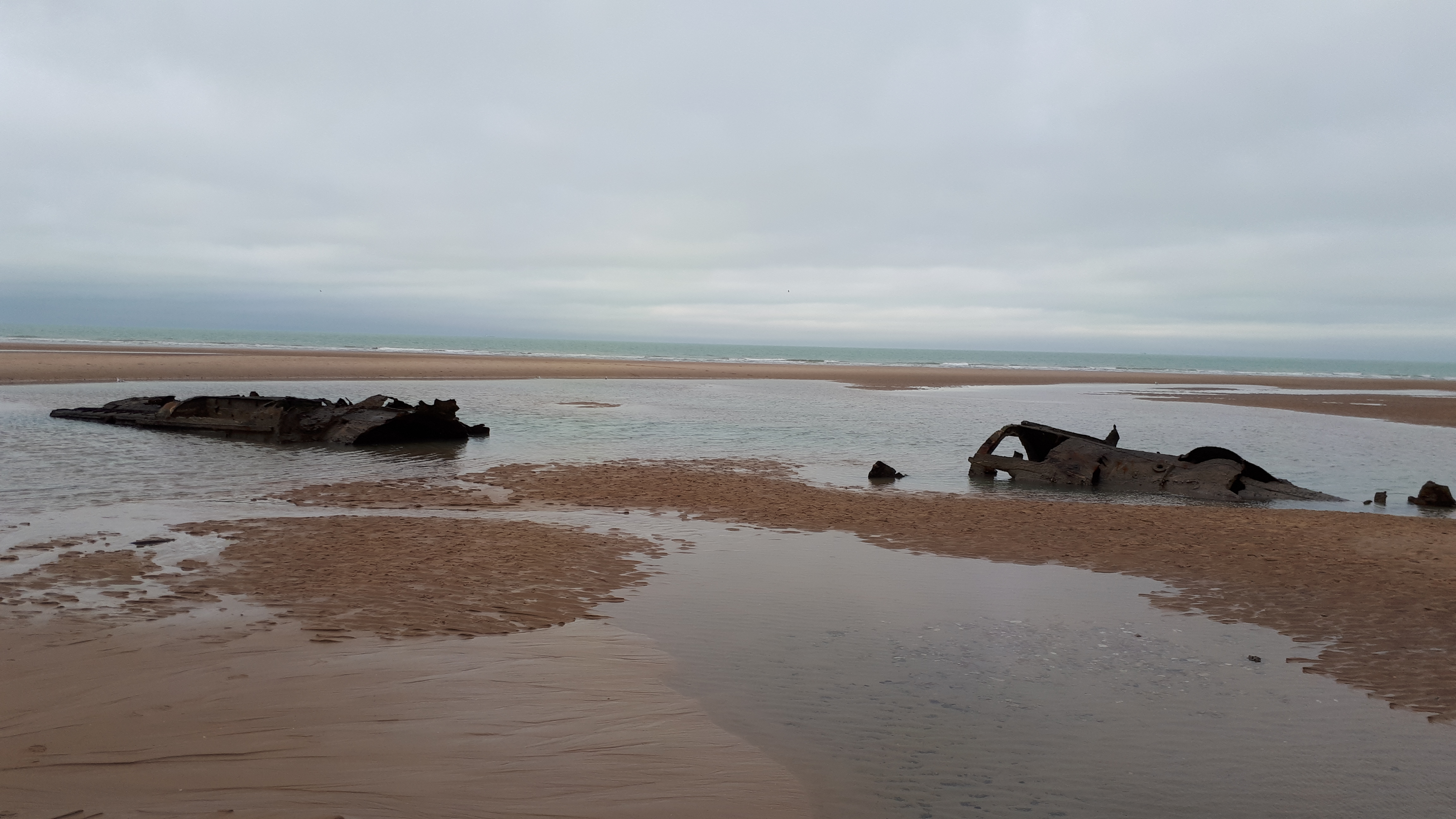
Duitse duikboot U-Boot UC-61
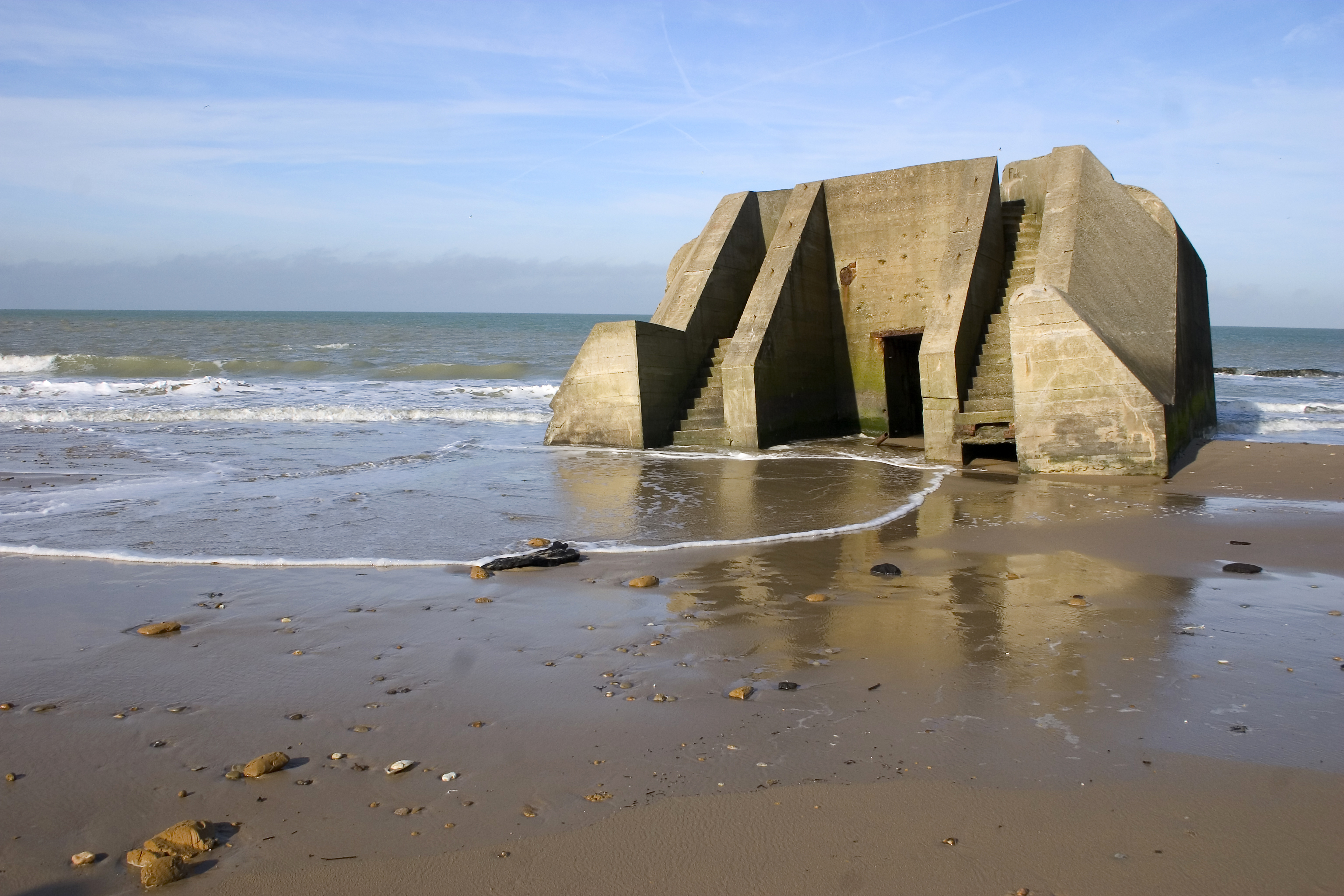
Duitse bunker op het strand
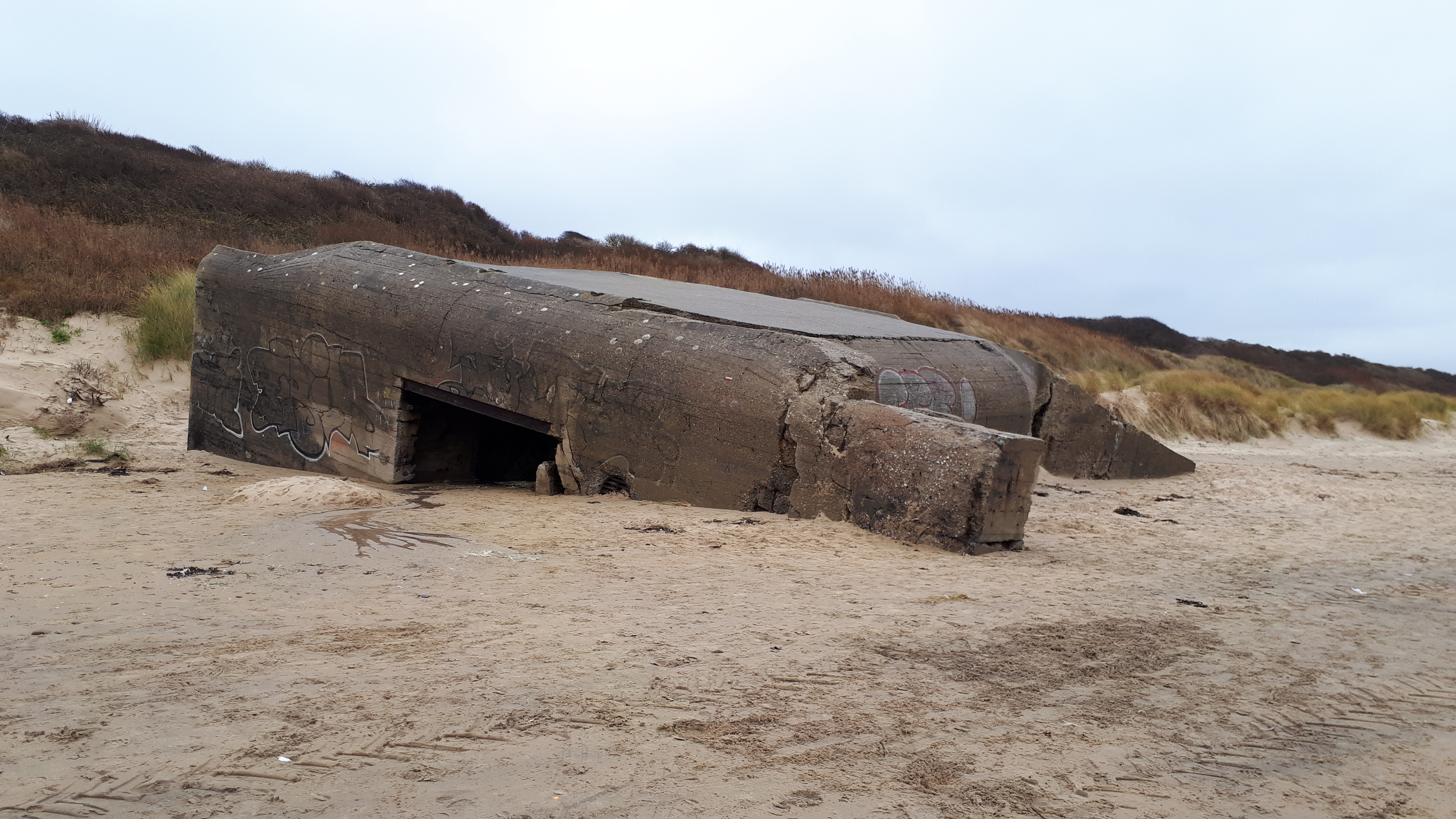
Duitse bunker in de duinen

## Nabijgelegen kernen
Tardinghen, Marquise, Audembert, Hervelinghen, Escalles